# 青岛市南区实验小学
36°03′46″N 120°21′49″E / 36.06278°N 120.36361°E
青岛市南区实验小学，原名青岛湛山小学，位于中国山东省青岛市市南区新湛二路11号，是一所山东省规范化学校。

## 概况
青岛市南区实验小学原名湛山小学，建于1934年，是青岛市政府于1930年代初集中建设的80余所乡区小学之一。1990年代初湛山村改造时，该校于1994年由青岛市市南区人民政府投资迁至现址，并改名为市南区实验小学，1995年10月21日挂牌成立。1998年4月27日，中国海洋学会批准在该校建立“青岛少年海洋学校”，为中国大陆首家“少年海洋学校”，2005年11月16日设立为“全国海洋科普教育基地”。至2018年，该校校舍占地面积8877.9平方米，拥有40个教学班，教职工106人，学生1860人，拥有全国教书育人特色学校、山东省规范化学校、青岛市文明校园、青岛市现代化学校、青岛市艺术教育示范学校等称号。